# Serenade (britská hudební skupina)
Serenade (v překladu serenáda) byla britská doom metalová kapela založená v roce 1994 ve skotském městě Glasgow.
První studiové album s názvem The 28th Parallel vyšlo v roce 1995 u vydavatelství Deviation Records. Poslední nahrávku s názvem The Serpents Dance vydala kapela v roce 2001.

## Diskografie

### Dema
- Let Loose the Beauty Within (1994)

### Studiová alba
- The 28th Parallel (1995)
- The Chaos They Create (1998)
- The Serpents Dance (2001)

### EP
- Plague of Time (2000)

### Split nahrávky
- Let Loose the Beauty Within / The Radiance from a Star (1996) – společně s kapelou Harmony